# Día internacional de las lesbianas
El día internacional de las lesbianas, que se celebra el 8 de octubre, es un día de celebración de las mujeres que aman a las mujeres, junto con la cultura, la historia y la diversidad que conlleva. Este día lo celebran lesbianas y aliados con varios eventos comunitarios, bailes y conferencias, y se celebra principalmente en Australia y Nueva Zelanda. Aunque no hay una fecha específica de cuándo comenzó este día, algunos dicen que comenzó en Nueva Zelanda en 1980, pero otros dicen que comenzó en Australia en los años 1990.

## En Nueva Zelanda
En Nueva Zelanda comenzó el 8 de marzo de 1980, con la primera Marcha del Día de las Lesbianas en el Día Internacional de la Mujer. La marcha solo estuvo formada por 40 mujeres que marcharon por el Central Park de Wellington.

## En Australia
El primer evento internacional de esta celebración se llevó a cabo en el Ayuntamiento de Collingwood en Melbourne el 13 de octubre de 1990. Se presentaron músicos, puestos de mercado, lecturas y baile con música en vivo. Desde entonces, la comunidad lesbiana de Melbourne ha celebrado este día alrededor del 8 de octubre. Las lesbianas ahora piden a la comunidad que done a organizaciones benéficas que apoyan a las mujeres lesbianas.
ACON, una organización de promoción de la salud LGBTQ que se especializa en la prevención y el apoyo del VIH/sida con sede en Nueva Gales del Sur, aprovechó este día para lanzar su estrategia de salud para lesbianas.